# Placido Mossello
Placido Mossello (Montà, 19 luglio 1835 – Torino, 15 aprile 1894) è stato un pittore italiano.

Placido Mossello in una fotografia custodita dal Politecnico di Torino.

Realizzò decorazioni ad affresco e dipinse mobili, tra cui uno stipo dipinto a tempera esposto insieme a Francesco Carando. Nel 1869 venne ammesso come socio alle Scuole Tecniche San Carlo di Torino, dove insegnò nel 1873-1874. Tra il 1878 e il 1882 fu consigliere comunale a Montà d'Alba, paese nel Roero originario della madre.
Tra il 1881 e il 1894 è documentato come membro del comitato di sorveglianza delle scuole serali di disegno, commissione a cui parteciparono anche Carlo Ceppi, Pietro Della Vedova, Augusto Ferri e Giovanni Piano. Fu titolare di una ditta di pittura e ornato, attiva dal 1882 al 1894, con sede a Torino, dapprima in via Nizza 17 e successivamente in strada Val San Martino 8.
Dipinse Flos Florum, esposto nel 1880; e un dipinto ad olio raffigurante La Madonna, esposto nel 1887 a Venezia. Insieme al fratello Domenico Mossello, affrescò i Putti (1864) nel salone da ballo degli Appartamenti Reali del Castello della Mandria, situato nel Parco Regionale La Mandria, situato a nord-ovest di Torino. Affresca anche i soffitti (1878) di Palazzo Marenco di Torino. Lavorò anche come architetto progettando i Piloni esagonali, piccole cappelle-santuario (1903), che ospitano scene in terracotta della Via Crucis nel Santuario dei Piloni a Montà d'Alba.
È sepolto nel cimitero cittadino di Montà d'Alba.
Le sue due figlie, Luigia (1865) e Romana Mossello (1866), nate entrambe a Torino, sposarono rispettivamente Carlo Bartolomeo Musso e suo fratello Secondo. Carlo Bartolomeo (1863-1935) è stato uno scultore formatosi all'Accademia Albertina.